# The Drill
The Drill właściwie Matt Schwartz (ur. 26 października 1971 w Hajfie w Izraelu) – brytyjski DJ. Jest autorem utworu The Drill wydanego w 2004 roku. Grał obok takich muzyków, jak Erick Morillo, Sasha, David Guetta, Darren Emerson, Laurnt Garnier, Carl Cox oraz Armand Van Helden.

## Dyskografia
Źródło.

### Single
- 2004 The Drill
- 2006 One More Night
- 2007 Queen Bee
- 2008 Piano Mano

### Remiksy
- 2005 The Similou - All This Love (The Drill Remix)
- 2006 Matt Cole & Matt Schwartz present UnBalanced - Earthlift (The Drill Remix)
- 2006 Streamrocker Meets Alexander Purkart & Gorge - Give It Up For Love (The Drill Remix)
- 2007 Dada Featuring Sandy Rivera & Trix - Lollipop (The Drill Remix)
- 2008 Benny Streisand - Cellphone (The Drill Remix)
- 2008 Deepest Blue - Miracle (The Drill Remix)
- 2009 Ou Est Le Swimming Pool - Dance The Way I Feel (The Drill Remix)
- 2009 M'Black - Heartbreak (The Drill Remix)